# Cipiúr
El Cipiúr (en inglés Kippure) es una montaña de Irlanda de 757 metros. 

## Geografía
Se sitúa en el condado de Dublín, en la República de Irlanda, y forma parte de la cadena de los Montes Wicklow. 
El Kippure es el cerro más alto del condado de Dublín. Por sus altitud y prominencia puede ser definido como un Marilyn. En su cima hay una gran antena de transmisión de la RTÉ.

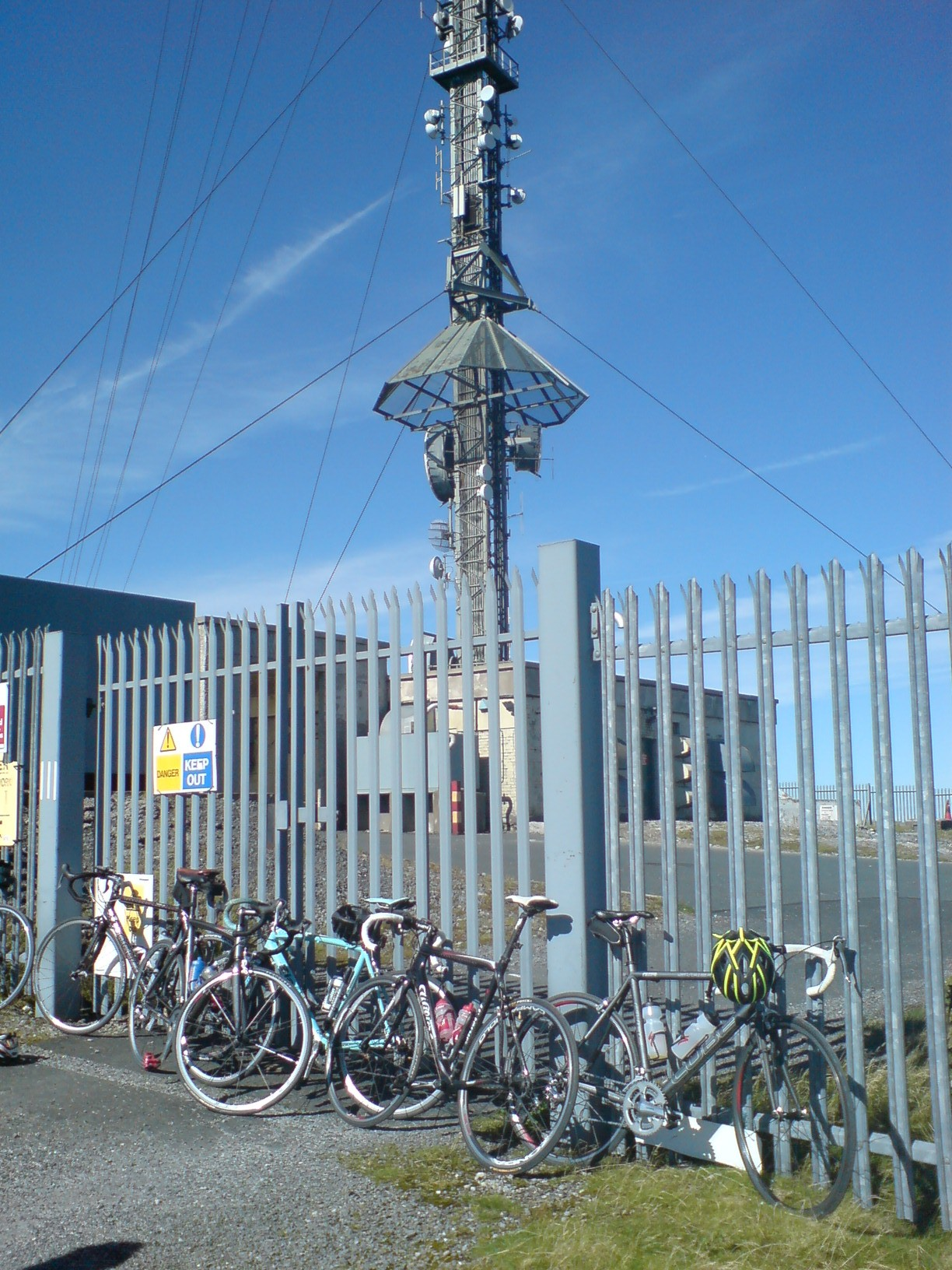
La antena en la cima del Kippure